# Campodorus subarctor
Campodorus subarctor là một loài tò vò trong họ Ichneumonidae.